# Andrée Michel
Andrée Michel (Vallauris, Alpes-Marítimos, Tercera República francesa, 22 de septiembre de 1920 - 8 de febrero de 2022) fue una socióloga, feminista, anticolonialista y antimilitarista francesa. En 1964 publicó con Geneviève Texier la obra "La Condition de la Française d'aujourd'hui" (La condición de la francesa de hoy).  Investigadora y activista, ha participado en numerosas acciones y redes de mujeres internacionales para denunciar la guerra.

## Biografía
Nació en Vallauris en el seno de una familia de la pequeña burguesía muy marcada por la Primera Guerra Mundial. Su padre resultó gravemente herido y su tío murió. Era la segunda de otros seis hermanos y hermanas. Con padre rígido y una madre que se ocupaba de las tareas domésticas entendió pronto que era importante tener una profesión para ser independiente.
Se licenció primero en derecho en la Universidad de Aix en Provence y posteriormente se licenció y diplomó en filosofía en la Facultad de Letras de Grenoble realizando en 1959 un Doctorado en sociología en la Facultad de Letras y Ciencias Humanas de la Universidad de París Sorbona. Realizando la tesis principal sobre: "Familia, industrialización y vivienda" y su tesis secundaria sobre "Los trabajadores argelinos en Francia".
Después de incorporarse al CNRS (París) en 1951 como estudiante en prácticas, Andrée Michel se convirtió en asistente, encargada, luego directora de investigación (1978), mientras desarrolló en paralelo sus actividades políticas. Su carrera investigadora está marcada por períodos de docencia en el extranjero, por invitaciones de universidades y centros de investigación en Argelia, Estados Unidos (Cleveland, Minneapolis), Canadá (Ottawa, Moncton), América Latina. (Universidad de Antioqua en Medellín, UNAM en México), en Bélgica (Universidad de Lieja), así como con misiones en agencias internacionales y ONGs (Brasil, África, Medio Oriente).
Fue profesora de secundaria entre 1941 y 1943. Durante la ocupación alemana vive en Grenoble y se unió al ejército francés de África como voluntaria social trabajando principlmente con los tiralleurs argelinos y marroquíes.
Instalada en Montreuil desde 1950, Andrée Michel compartió la vida cotidiana de trabajadores migrantes, prostitutas, familias trabajadoras, lejos de los círculos parisinos. "En línea recta, estaba tal vez a dos kilómetros de distancia, pero ya había cambiado de gente."  Como prefacio de un libro que recorrió más de un siglo de la historia de los llamados "hôtel meublés" en París, señaló en 2007 que «hoy, los pobres tienen tanta dificultad para encontrar vivienda en la capital como hace cincuenta años.»
En 1954 como investigadora ayudante en el Centro de Estudios Sociológicos (CES) realizó una primera investigación sobre las condiciones de alojamiento y trabajo de los inmigrantes argelinos (1956) contribuyendo a la fundación de la sociología de las migraciones en Francia y provocando la ira del patronato.
Durante la guerra de Argelia (1954-1962) Andrée Michel se compromete como investigadora y como activista formó parte de la red de "portadores de maletas” y testificó como socióloga en el juicio de Jeanson a favor del imputado. Violaine Gelly y Paul Gradvohl recuerdan que fue ella quien sugirió a Charlotte Delbo, proponer a Colette Audry "el cuaderno que no dejó desde 1946 ”, y que se publicó en la colección “femme" de las ediciones de Gonthier en 1970 bajo el título Aucun de nous ne reviendra.
En París después de la Liberación, se doctoró en sociología en 1959 en la Sorbona, con una tesis sobre la familia, la industrialización y la vivienda. Trabajó sobre la discriminación, las desigualdades de clase y sexo, la militarización y la ciudadanía, temas que estructurarán la mayor parte de su carrera como socióloga. También investigó sobre las relaciones Norte-Sur y la lucha anticolonialista, que abordó en 1956 en una investigación sobre la condición de los trabajadores argelinos en Francia, tema de su primera publicación. Un estudio que Olivier Le Cour Grandmaison sigue citando como fundador en L'Empire des hygiénistes, publicado en 2014.

## Activismo feminista e investigación
En los años 60 sin desvincular su trayectoria investigadora con su compromiso activista, Andrée Michel participó en el movimiento francés para la planificación familiar.  Por otro lado con Madeleine Guilbert, Marguerite Thibert, Gisèle Halimi, Colette Audry, Évelyne Sullerot en la creación Mouvement Démocratique Féminin (Movimiento Democrático de Mujeres), considerado un laboratorio de ideas feministas y socialistas, un grupo de izquierdas "avant la lettre" que apoyó a François Mitterrand en las presidenciales de 1965. Fue Andrée Michel quien propuso a Jacqueline Feldman que acudiera a una reunión del Mouvement Démocratique Fémenin donde ésta conoció a Anne Zelensky con quien más tarde, en 1970, fundó uno de los grupos que fueron el origen del Movimiento de Liberación de las Mujeres en Francia. También fue miembro de la asociación Femmes et Changement y de Pénélopes.
Destaca la publicación en 1964 de "La Condition de la Française d'aujourd'hui", una obra de dos volúmenes de la Andrée Michel fue coautora con Geneviève Texier y que rompió el paréntesis de silencio de más de una década sobre la situación de las mujeres que pesaba en Francia tras el impacto que había tenido la publicación de El segundo sexo de Simone de Beauvoir en 1949. En 1964 se acaba de publicar también en Francia el superventas estadounidense La mística de la feminidad de Betty Friedan traducido por Ivette Roudy con el título La Femme mystifiée.
En 1963 Andrée fue profesora invitada en Argelia, más tarde, en 1966-1967 estuvo en Estados Unidos y finalmente de 1968 a 1970 a Canadá.
En 1972 se convierte en maestra de investigación en el Centro Nacional para la Investigación Científica de Francia (CNRS) y publica Que sais-je?  sobre el feminismo, que fue traducido a una decena de idiomas (coreano, español, iraní, italiano, japonés, portugués, chino, catalán, búlgaro, serbio, polaco y turco).
En 1973, Michelle Perrot, Fabienne Bock y Pauline Schmitt convocaron a sus compañeras sociólogas para inaugurar el primer curso en Francia sobre historia de la mujer en el Campus de Jussieu. Y  «el 7 de noviembre, en un salón abarrotado, sobrecalentado por la presencia de estudiantes de izquierda hostiles a la clase porque cuidar a las mujeres era alejarse de la revolución ... », Andrée Michel celebró la primera conferencia sobre «La mujer y la familia en las sociedades desarrolladas».
En 1974 fundó el primer equipo de investigación sobre la situación de las mujeres en el CNRS (Grupo de estudios sobre el papel de los sexos, la familia y el desarrollo humano) y posteriormente contribuye Con Elisabeth Boulding, profesora de la Universidad de Colorado crearon el Comité internacional de investigaciones sobre los papeles de los sexos en la Asociación Internacional de Sociología. En este contexto, organizó varias mesas redondas en francés, en particular en Toronto en 1974, en Dubrovnik en 1975. También participó en mesas redondas sobre la mujer en la producción no de mercado, en 1977, y sobre la mujer y la división internacional del trabajo en Royaumont, en 1981.
En 1979 asumió la dirección de investigación en el CNRS.
Andrée Michel es autora de Sociologie de la famille et du mariage, libro traducido al japonés, griego, iraní y coreano, así como del Que sais-je? titulado Le Féminisme (1980), reeditado nueve veces desde entonces y traducido a doce idiomas (coreano, español, iraní, italiano, japonés, portugués, chino, catalán, búlgaro, serbio, polaco y turco). 
Define el patriarcado como «un sistema que utiliza, abiertamente o de forma más sutil, todos los mecanismos institucionales e ideológicos a su alcance (derecho, política, economía, moral, ciencia, medicina, moda, cultura, educación, medios de comunicación, etc.) para reproducir las relaciones de dominación entre hombres y mujeres, así como el capitalismo las utiliza para perpetuarse.»

## Feminismo, anticolonialismo y antimilitarismo
En los años 1980 Andrée Michel es una de las raras investigaciones feministas que trabaja en temas de empresas transnacionales y del complejo militar-industrial, una expresión que recoge delos debates estadounidenses una expresión que utilizará de manera pionera en Francia. «Este sistema, en tanto sistema patriarcal, era tabú. Me parece absurdo no trabajar en esta cuestión. Agrupaba a los hombres en redes informales u oficiales, donde se tomaban decisiones sobre la producción, venta de armas y guerra. ¿Cuál es el papel de la mujer en esto? ¿Qué hacen las mujeres contratadas en fábricas de armamento o en puestos de prestigio en el complejo militar-industrial?»
Su punto de vista aquí resulta tanto más original y precursor de la noción de interseccionalidad porque «no habla tanto de sexismo en el ejército, que no niega, sino de producción de relaciones sociales desiguales, del aumento de la división sexual del trabajo, la reestructuración del trabajo, del desarrollo de una cultura de guerra y sus consecuencias directas: prostitución, violación, trata, saqueo de recursos, concepción del territorio como un espacio de conquista, generalización de la violencia, exportación de sistemas de represión y tortura, brutal control social y “guerra contra la población civil”»
Michel es pionera en los estudios sobre el papel de las mujeres en la familia y en la sociedad y trabaja sobre la articulación del poder del Estado con el poderoso lobby armamentístico. En su libro Feminismo y antimilitarismo analiza la «cultura de guerra»  resultante introduciendo las dimensiones de clase y sexo, lo que la lleva a calificar la industria armamentista como «una formación social agravada del patriarcado». Un modelo que tiene las consecuencias inevitables de una extensión de los conflictos armados y un agravamiento de la pobreza que afecta tanto a hombres como a mujeres pero que estigmatiza a estas últimas durante mucho tiempo. La violación en la guerra y la prostitución al servicio de las fuerzas armadas son solo los ejemplos más conocidos y llamativos de la violencia ejercida contra ellos.
Es la primera investigadora en ciencias humanas en formar parte del Grupo de científicos para la información en energía nuclear, y unió fuerzas con su fundadora Monique Sené para publicar en 1985 uno de sus principales textos sobre la relación entre militarización y violencia contra las mujeres. Indignada por las pruebas nucleares en el Pacífico, muestra su solidaridad con las víctimas de la política francesa en Tahití y Nueva Caledonia.
En 1986 asume la dirección de Nouvelles questions féministes, sustituyendo a Simone de Beauvoir una de las pocas revistas que publica en sus columnas sobre sus análisis. Está al frente de la revista hasta 1995.
En 1986 denunció la masacre de los canacos en la gruta de Ouvéa. En 1990, Andrée Michel creó la red Citoyennes pour la Paix, que envió miles de firmas de europeos al Consejo de Seguridad de las Naciones Unidas contra la guerra y el bloqueo a Irak. Tras participar, de Túnez a Trípoli (Libia), en diciembre de 1990, en el viaje del Barco de Mujeres Árabes por la Paz denunciando la actitud belicista de los líderes políticos ante la situación de Irak  interviene en Túnez en enero de 1991, en el Congreso Internacional Contra la Guerra de Irak. En apoyo del pueblo iraquí participó con Aïcha Brahim y Michèle Dayras en conferencias internacionales organizadas en Bagdad por mujeres árabes.
La primera guerra del Golfo y la de los Balcanes refuerzan su compromiso antimilitarista que distinguen del pacifismo. Se implica en diferentes redes internacionales de mujeres europeas y estadounidenses, entre ellas la Resistencia internacional de las mujeres a la guerra viajando desde el Mediterráneo hasta México, Colombia o Costa Rica.
Andrée Michel aceptó en 1993, pocos meses antes de la firma de los Acuerdos de Oslo, una breve presidencia de la asociación Justicia y Paz en Palestina, recogiendo firmas para el fin de la colonización israelí en Palestina y el respeto a las resoluciones de las Naciones Unidas.
En 1995, publicó Justice et vérité pour la Bosnie-Herzégovine, para expresar su protesta contra la masacre de Srebrenica y definir con precisión los riesgos de un conflicto en el que los genocidas tienen asegurada la impunidad gracias a la mentira y a los derechos del más fuerte. En Surarmement, pouvoir, démocratie, demuestra cómo el sistema patriarcal, a través de las nociones de «seguridad» y «defensa nacional» que justifica la producción y venta de armas, logra oprimir a las personas, especialmente a las mujeres. La publicación de este trabajo le valió una invitación para impartir clases en la Universidad de Medellín en Colombia, así como en la Universidad Nacional Autónoma de México en la Ciudad de México, y para realizar misiones de investigación sobre el sobrearmamento de África en Addis Abeba, Etiopía.
Se interesa por las actividades de la Ruta Pacífica de las Mujeres, la mayor organización antimilitarista de América Latina, con la que desarrolla lazos estables. A sus 79 años, invitada en ámbitos universitarios da a conocer su trabajo en Francia y denuncia con vigor la guerra.
Con Citoyennes militalement incorrectes, ilustrado con humor con los dibujos de Floh (Florence Debray), Andrée Michel detalla, con figuras de apoyo, los vertiginosos beneficios obtenidos en el siglo XX por el complejo militar-industrial, al mantener la militarización del planeta. Sin embargo, como resume Jules Falquet en el prefacio, «Lo que gastamos en armas es siempre lo que de menos gastamos en música, poesía o el relevo de los tribunales que fijan los montos de la pensión alimenticia.»
Como una nota a la nueva edición de su comunicación de 1984 en el 1 er congreso internacional “Feminismo y Pacifismo”, específica Andrée Michel, : «En 1980, cuando comencé a investigar la militarización, me llamé pacifista […] Hoy prefiero declararme antimilitarista». Mientras desenmascara incansablemente «las funciones latentes de la militarización en las sociedades contemporáneas »  que consiste para las grandes potencias en exportar la guerra para perpetuar el dominio de las periferias por parte del centro, no deja de recordar que los atacados conservan el derecho a utilizar las armas para defenderse, de acuerdo con a las disposiciones de la Carta de la ONU.
En 2013 se sumó a la movilización de la campaña reclamando un Tribunal penal internacional para juzgar a los autores de las violaciones masivas de mujeres en la República Democrática del Congo.
Andrée Michel formó parte del consejo editorial del International Journal of Sociology of the Family (Estados Unidos), el Journal of Comparative Family Study (Canadá), Current Sociology (revista AIS ), la Nouvelle Revue feministe, des Pénélopes (Francia), etc.

## Publicaciones
- Les Travailleurs algériens en France, éditions du CNRS, 1956
- Famille, industrialisation, logement, éditions du CNRS, 1959
- La Condition de la Française d'aujourd’hui, con Geneviève Texier, Denoël-Gonthier, 1964
- Family Issues of Employed Women in Europe and America, E.J.Brill, Leyde (Pays-Bas), 1971
- Sociologie de la famille et du mariage, Presses universitaires de France, 1ère édition 1972
- Le Féminisme, “Que sais-je”, Presses universitaires de France, 1972 con numerosas reediciones
- Activité professionnelle de la femme et vie conjugale, éditions du CNRS, 1973
- Les femmes dans la société marchande (dir.), Presses universitaires de France, 1974
- The Modernization of North African Families in the Paris Area, Mouton, Paris-La Haye, 1974
- Travail féminin, un point de vue, La Documentation française, 1975
- Femmes, sexisme et sociétés (dir.), Presses Universitaires de France, 1977
- Femmes et multinationales, avec Agnès Fatoumata-Diarra et Hélène Agbessi-Dos Santos, Karthala, 1981
- Les Femmes en France dans une société d’inégalités, codirección con Madeleine Rebérioux, La Documentation française, 1982
- « Politique pacifiste, politique féministe », in Danielle Le Bricquir et Odette Thibault, Féminisme et pacifisme, même combat, Actes du congrès international “Féminisme et pacifisme” du 24 novembre 1984, Les Lettres Libres, Paris, 1985
- Justice et vérité pour la Bosnie-Herzégovine, éditions L’Harmattan, 1995[27]
- Surarmement pouvoir, démocratie, éditions L’Harmattan, 1995[28]
- Citoyennes militairement incorrectes, avec des dessins de Florence Debray (Floh), éditions L’Harmattan, 1999[29]
- Féminisme et antimilitarisme, avant-propos de Jules Falquet, éditions Ixe, 2012[19]

### Artículos
- Simone de Beauvoir ou quand le génie féministe irradie la simplicité et la loyauté
- Femmes dans les conflits - Femmes contre les conflits
- Los Estereotipos Sexistas en la Escuela y en los Manuales Escolares

### Otras publicaciones
Además de libros y numerosos artículos de prensa, generalistas o activistas, Andrée Michel es autora de más de 150 artículos en revistas académicas. 